# Vatuwangga River
Vatuwangga River är ett vattendrag i Fiji.   Det ligger i divisionen Centrala divisionen, i den östra delen av landet, 3 km öster om huvudstaden Suva.